# Borussia Harburg
Borussia Harburg – niemiecki klub piłkarski z siedzibą w hamburskiej dzielnicy Harburg, działający w latach 1904–1970. Byli członkowie Borussii Harburg założyli w roku 1981 klub piłki nożnej Borussia 1981 Harburg, który rozpadł się znowu w 1988 roku. 

## Historia
- 18 lipca 1904 – został założony jako FC Borussia Harburg (przez niezadowolonych członków klubu FC Viktoria Harburg)
- 12 marca 1970 – połączył się z klubem Rasensport Harburg tworząc Harburger SC

## Sukcesy
- Mistrzostwo Niemiec północnych w piłce nożnej: zdobywca 1917
- 3 sezony w Gauliga Niedersachsen (1. poziom): 1934/35-1936/37.
- 3 sezony w Gauliga Nordmark (1. poziom): 1937/38-1938/39 i 1940/41.
- 2 sezony w Amateurliga Hamburg (2. poziom): 1954/55-1955/56.
- 4 sezony w Landesliga Hamburg (3. poziom): 1965/66 i 1967/68-1969/70.
- mistrzostwo Verbandsliga Hamburg Hansa - Staffel: 1954 (3. poziom - awans do Amateurligi Hamburg) oraz 1965 i 1967 (4. poziom - awanse do Landesligi Hamburg).
- zdobywca Pucharu Hamburga: 1956